# 키바하

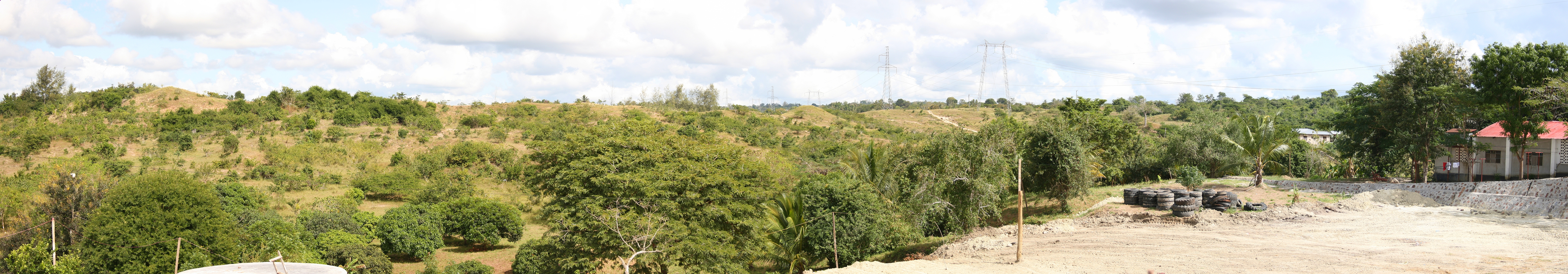
파노라마로 본 키바하

키바하(스와힐리어: Kibaha)는 탄자니아 동부에 위치한 도시로, 프와니 주의 주도이며 인구는 132,045명(2002년 기준)이다.